# Вулиця Гетьмана Павла Бута
Ву́лиця Ге́тьмана Павла́ Бу́та — вулиця в Подільському районі міста Києва, місцевість Куренівка. Пролягає від Сирецької вулиці до кінця забудови. 
Прилучається Компанійський провулок.

## Історія
Вулиця виникла в середині XX століття під назвою 703-тя Нова. 1953 отримала назву вулиця Яблочкова, на честь російського електротехніка та винахідника Павла Яблочкова. 
Сучасна назва на честь гетьмана Павла Бута — з 2022 року.